# Náměstí Míru (metrostation)
Náměstí Míru is een metrostation in Praag aan lijn A. Het station is genoemd naar het plein waar het onder gelegen is, Náměstí Míru. Het station, gelegen in de wijk Vinohrady, werd geopend op 12 augustus 1978. Station Náměstí Míru ligt 53 meter onder de grond.
Nemocnice Motol · Petřiny · Nádraží Veleslavín · Bořislavka · Dejvická · Hradčanská · Malostranská · Staroměstská · Můstek · Muzeum · Náměstí Míru · Jiřího z Poděbrad · Flora · Želivského · Strašnická · Skalka · Depo Hostivař